# تشين روبرتس
تشين روبرتس (بالإنجليزية: Cheyne Roberts)‏ هو لاعب كرة قدم أمريكي، ولد في 27 مارس 1988 في بلانت سيتي في الولايات المتحدة. لعب مع Charlotte Eagles ‏.

## وصلات خارجية
- تشين روبرتس على موقع قاعدة بيانات كرة القدم.إي يو (الإنجليزية)